# 領邦
領邦（りょうほう、独: Territorium）は、中世ヨーロッパに成立した君主を中心とする半自立の支配圏。ドイツでは領邦が徐々に自立を進めて国家の体裁を整えていき（領邦国家、独: Territorialstaat, Landesstaat）、17世紀半ばに一応の国家主権が認められた。19世紀後半にドイツ統一が果たされると国家主権は失われ、その後もドイツ帝国を構成する諸邦としての地位を認められたが、その地位も1918年のドイツ革命によって完全に否定されることになる。

## 名称
ドイツ語のTerritorium は「縄張り」を意味する語である。
「フュルスト（諸侯）の国」（「公国」）Fürstentum が「領邦」に対応されることもある。
「領邦国家」という語は神聖ローマ帝国を構成する地方国家（諸侯領・帝国都市）を指し、中世後期（13世紀ごろ）以降、神聖ローマ帝国の解体（1806年）までの時期について用いるのが一般的とされるが、ドイツ統一（1871年）までのドイツ諸邦についても用いられることがある。

## 歴史
11世紀までには、ヨーロッパ各地において一定の軍事力権限を行使する実力者が現れており、より上位の権力（帝権、王権など）の下で半自立的な政権を樹立していた。彼らは、かつてのように辺境防衛の目的から築城を行うのではなく、自らの支配拠点にあたる箇所に城を設けるようになり、世襲制のもとで一定の領域に対して支配力を行使するようになった。ただし、その領域的支配は封建的な人的関係に依存するものであった。
フランスでは、中世後期になると王権の強化が進み、各地の領邦はフランス王権に従属する。そのため、各領邦が自立した主権国家へと至ることはなかった。イングランドでは11世紀後半のノルマン・コンクエストで、他国と比べ王権の強い体制が形成されており、領邦は辺境地域以外にはほとんど存在しなかった。しかし、ドイツでは領邦が徐々に領邦国家として発展していった。この背景としては、当時の神聖ローマ皇帝が、「イタリア政策」や「叙任権闘争」に追われて、ドイツ総体の利害意識への指導力を欠いていたことが要因として挙げられよう。

### ドイツの領邦国家
13世紀前半、神聖ローマ皇帝フリードリヒ2世は、聖職諸侯と世俗諸侯に対して上級裁判権、貨幣鋳造権、築城権などの諸権利を承認するに至った。さらに、13世紀半ばに皇帝不在の大空位時代に入ったことは、各地における諸侯の自立を決定的なものとし、領邦国家の形成が進んだ。1356年の金印勅書はさらに帝国の分権化を促進し、各地の領邦君主は領邦ごとの集権化を進めていった。この時期に領邦の数は300以上にのぼった。
16世紀、ハプスブルク家が強大化して領邦の自立性が脅かされたが、幾度かの宗教戦争を経てアウクスブルクの宗教和議が成立したことで、領邦は領内における宗教選択権を獲得した。こうして領邦教会体制が成立したことは、皇帝・教皇の干渉から領邦を一層自立させることになった。
1648年、ヴェストファーレン条約において、各領邦の主権が一応は容認され、およそ300の領邦国家が成立した。これはあくまでも理念上の話であり、実際に主権国家としての地位を固めたのはごく少数の大諸侯領のみであったが、彼らは領内貴族の勢力を抑え、財政を安定させて官僚制と常備軍を養成した。隣国フランスが「絶対王政」下で中央集権化を進めるのに対し、ドイツではこのように各地の領邦国家ごとに集権化が進められたため、近代において統一的な国民国家を形成するのが遅れることになった。